# Pandeism
Pandeismul este o concepție filozofică monistă care identifică divinitatea cu întreaga materie (Panteism) și care recunoaște existența lui Dumnezeu numai ca o cauză primară, impersonală a lumii, negând ideea întruchipării lui Dumnezeu într-o persoană și teza intervenției acestuia în viața naturii și a societății (Deism).

## Susținători
Ioan Scotus Eriugena (810-877) este considerat primul mare gânditor scolastic. Tratatul Despre diviziunea naturii (De Divisione naturae) va fi condamnat, la rândul lui, în secolul al XIII-lea, pe motivul că ar conține erezii, cum ar fi părerea că toate lucrurile sunt Dumnezeu, apoi teza că „Ideile” sau „cauzele primordiale” creează și sunt create iar apoi, în al treilea rând, pentru afirmația că la sfârșitul lumii va avea loc o anulare a diferențierii oamenilor pe sexe, o asexuare. 
Cartea cea mai extinsă pe pandeism a fost scris de Max Bernhard Weinstein în 1910.
Scott Adams (născut la 8 iunie 1957) este creatorul benzii desenate Dilbert și autorul mai multor comentarii despre afaceri, satiră socială și cărți experimentale de filozofie.